# Hubertusschlüssel

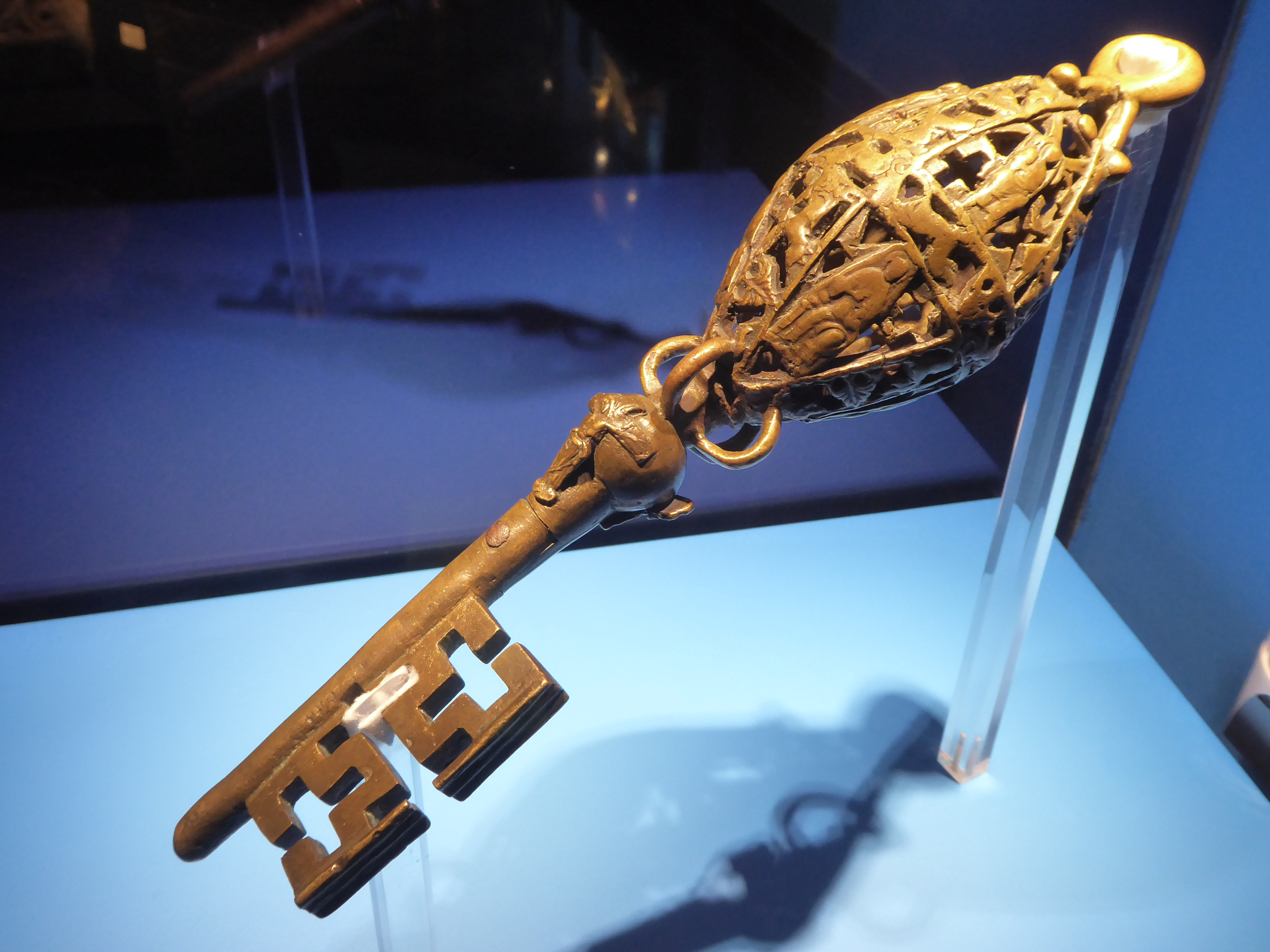
Hubertusschlüssel

Als Hubertusschlüssel wird ein religiös-therapeutisches Instrument in Form eines Schlüssels oder Nagels bezeichnet, das im Kloster St. Hubert in den belgischen Ardennen zum Schutz von Hunden, aber auch anderen Haustieren, vor Tollwut dem Heiligen Hubertus, dem Schutzpatron der Jagd, geweiht wurde. Dazu wurde der Schlüssel in einem Kohlepfännchen zum Glühen gebracht und damit die Stirn gebrannt (Kauterisation). Auch bei von tollwütigen Tieren gebissenen Menschen fand er Verwendung, indem mit dem glühenden Hubertusschlüssel die Bisswunde ausgebrannt wurde. Beispielsweise nach Nonnweiler wallfahrteten die von „Hundswuth“ Geheilten. (Wobei davon ausgegangen werden muss, dass diese „Betroffenen“ nicht wirklich an der Tollwut erkrankt waren, da symptomatische Tollwut praktisch immer tödlich verläuft.) Erst 1828 wurde die Anwendung des Hubertusschlüssels kirchlich verboten.